# Idi Amin Dada
Pour les articles homonymes, voir Dada (homonymie).
Idi Amin Dada Oumee, né Idi Awo-Ongo Angoo vers 1925 à Koboko et mort le 16 août 2003 à Djeddah, est un militaire et homme d'État ougandais, exerçant un pouvoir absolu sur le pays entre le 25 janvier 1971 et le 11 avril 1979, en tant que président à vie. Il laisse l’image d’un dictateur violent et sanguinaire.
Il rejoint les King's African Rifles dans les années 1940 et participe à plusieurs actions militaires britanniques en Afrique dont la révolte des Mau Mau. Après l'indépendance de l'Ouganda en 1962, il reste dans l'armée ougandaise et devient un commandant de haut rang.
En 1971, il renverse le président Milton Obote lors d'un coup d'État et devient le nouveau président du pays. Son gouvernement est caractérisé par une corruption endémique, une violation généralisée des droits de l'homme, dont la persécution de certains groupes ethniques par des escadrons de la mort, et par une mauvaise gestion économique. D'abord soutenu par les pays occidentaux et Israël, il est soutenu à partir de 1972 par l'Union soviétique et la Libye sous Mouammar Kadhafi. Par ailleurs, il ordonne l'expulsion de la communauté sud-asiatique (soit environ 80 000 personnes) du pays en 1972. En 1976, il soutient les preneurs d'otages palestiniens dans l'opération Entebbe, ce qui fait perdre la réputation internationale de l'Ouganda. L'année suivante, le Royaume-Uni rompt les relations diplomatiques avec le pays et Amin déclare qu'il vient de « conquérir » l’Empire britannique.
Il ordonne une invasion de la Tanzanie en 1978 dans le but d'annexer la région de Kagera, mais est renversé l'année suivante par une invasion tanzanienne. Il s'enfuit alors en exil, d'abord en Libye, puis en Arabie saoudite, où il vit jusqu'à sa mort en 2003.

## Biographie

### Jeunesse
Il y a une incertitude quant à la date de sa naissance. Idi Amin Dada n’a, de son vivant, jamais publié ni autorisé de biographie officielle. La plupart des sources indiquent qu’il serait né en 1923, 1924 ou 1925 dans la province du Nil occidental, au nord-ouest du pays à Koboko, à proximité de la frontière avec la République démocratique du Congo. Mais selon le chercheur ougandais Fred Guweddeko, de l’université Makerere, Idi Amin Dada est né Idi Awo-Ongo Angoo à Kampala le 17 mai 1928, dans une fratrie de huit enfants (il a trois frères et quatre sœurs). Jaffar Amin, le fils d'Idi Amin Dada, après avoir passé en revue plusieurs dates usuellement proposées, s'arrête finalement sur le mercredi 30 mai 1928, celle-ci correspondant à Aïd al-Adha, la grande fête des musulmans, ce qui, pour Jaffar, explique aussi le prénom qui lui a été donné, Idi correspondant à Aïd, en swahili.
Son père Andreas Nyabire (1889-1976), de l’ethnie Kakwa, dont une lignée aurait vécu à Aru, du côté de la République démocratique du Congo, et de religion catholique romaine, s’est converti à l’islam en 1910 et il aurait changé son nom en Amin Dada. D’autres sources indiquent que « Dada » n’était pas le nom de son père mais un surnom qu’Amin acquit plus tard à l’armée.
Son père sert dans un régiment colonial de l’armée britannique comme simple soldat, puis intègre en 1921 la police ougandaise comme nervi. Sa mère, selon Guweddeko, est appelée Assa Aatte (1904-1970), de l’ethnie Lugbara. C’est la fille d’un chef tribal de Leiko Iruna, village situé en République démocratique du Congo. Elle était spécialiste des plantes médicinales et des pratiques chamaniques et, entre autres, soignait la famille royale Buganda. Le monde de la magie dans lequel Amin Dada passe une partie de sa jeunesse joue, par la suite, un grand rôle dans sa vie et dans l’influence qu’il a sur beaucoup d’Ougandais. Entre 1924 et 1929, elle a pour patients le Kabaka (roi) du Buganda Daudi Chwa et son épouse la Nnabagereka (reine) Irene Druscilla Namaganda.
Ses parents se séparent en 1931 et Idi Amin Naayma est abandonné par son père, qui aurait soupçonné le Kabaka Daudi Chwa d’être son vrai père.
Idi Amin grandit dans sa famille maternelle à Mawale près de Semuto (en) (actuel district de Luwero). Son frère et sa sœur meurent en 1932. Entre 1936 et 1938, il garde des chèvres. De 1938 à 1940, il habite dans la ville de Semuto, chez le cheikh Ahmed Hussein (autorité musulmane locale qui l'initie aux sciences islamiques), puis, en 1940, part pour Bombo pour vivre avec son oncle maternel Yusuf Tanaboo. 
Selon Fred Guweddeko, il semble qu’il n’ait pas suivi l’école primaire de la ville à cause de la discrimination envers les Nubiens dont il faisait partie, et qu'il ait participé tant à des révoltes qu'à des rixes contre les étudiants de l’université Makerere à Wandegeya (en), là où Alicia Decker précise que, si Idi Amin a bénéficié d'une éducation séculière somme toute élémentaire, sa fréquentation de l'école islamique Garaya de 1941 à 1944 lui procura par contre une maîtrise certaine de la religion musulmane, recevant des honneurs pour sa récitation du Coran, se démarquant aussi dans la mémoration du livre sacré de l'islam. Son éducation islamique lui inculquera notamment une pratique de la langue arabe, qu'il maîtrisera finalement mieux que l'anglais ou le swahili, les deux langues officielles du pays, selon Denis Ropa.
Sa mère s’établit avec son fils dans la région de Lugazi, au nord du lac Victoria, où de nombreuses personnes de son ethnie travaillent dans les champs appartenant à une riche famille indienne, les Metha. Puis elle s’installe non loin à Jinja, où est cantonné un régiment des King's African Rifles de l’armée coloniale britannique d’Afrique. Idi Amin Dada fait différents petits travaux avant de se faire recruter dans ce régiment comme aide-cuisinier, en 1946. Un officier britannique l’aurait remarqué alors qu'il était portier dans un hôtel de la ville.

### Carrière militaire

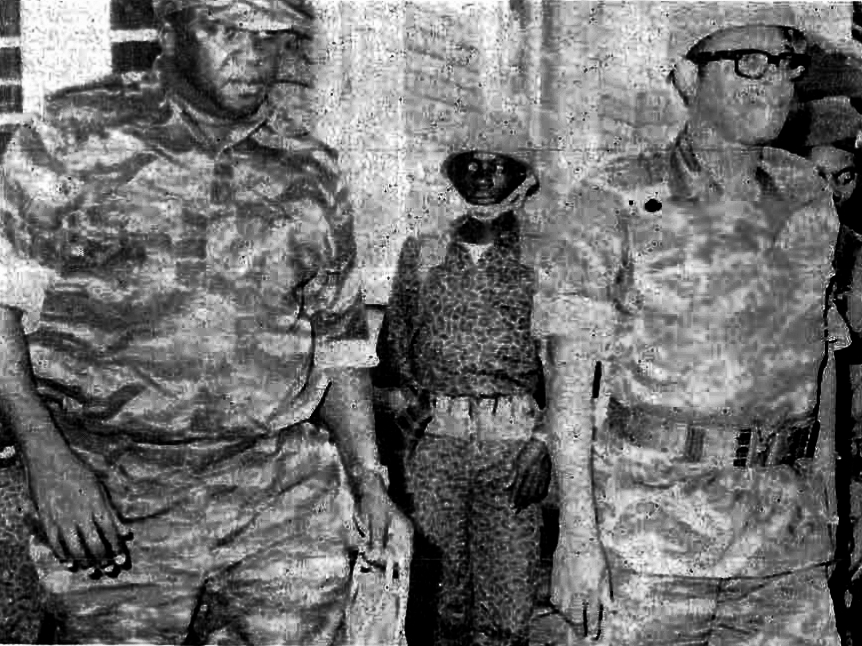
Idi Amin Dada et Mobutu.

Amin travaille dans les casernements de Magamaga à Jinja aux cuisines et à la buanderie. Son physique et sa carrure (1,98 m pour 126 kg) impressionnent ; il suit alors un entraînement militaire, puis est envoyé comme soldat en 1947 au Kenya à Gilgil où il sert dans la 21e brigade d’infanterie du KAR puis en Somalie à Belet Uen pour combattre les raids sur le bétail des Shifta (en).
En 1950, l’unité d’Idi Amin Dada retourne à Fort Hall, au Kenya. Il s’entraîne alors avec la fanfare militaire écossaise du régiment. En 1951, il retourne brièvement à Jinja avant de repartir pour le Kenya la même année. En 1952, son bataillon est engagé dans la répression de la révolte des Mau Mau au Kenya. Amin Dada devient caporal, puis sergent, en 1953, pour son rôle dans les patrouilles mobiles dans les forêts occupées par les Mau Mau. Pendant cette période, il a deux enfants, une fille et un garçon, avec des femmes Kikuyu. Idi Amin est considéré comme un soldat habile, obéissant, mais cruel. Il n'est cependant pas sanctionné pour les atrocités qu'il commet. Illettré (il lit avec peine, par la suite), il sait susciter l’empathie de ses supérieurs par un mélange de zèle et de bouffonnerie. Il passe chef de peloton en 1958. L’année suivante, il est fait effendi, plus haut grade pour les Noirs dans l’armée coloniale britannique d’Afrique, quasiment équivalant au premier grade d’officier. Pour l’anecdote, selon certains, le surnom « Dada » pourrait lui être venu de cette période militaire au Kenya où, fréquemment surpris au camp avec deux filles dans sa tente, alors qu’une seule était autorisée, il avait pris l’habitude de répondre aux officiers britanniques que l’une était sa dada (sœur en swahili).
Amin retourne en Ouganda en 1954 à Jinja. Il est choisi pour commander le détachement responsable de la parade prévue à l'occasion de la visite de la reine Élisabeth II. C’est lui, aussi, qui dirige, l’année suivante, la garde d’honneur qui accueille de son retour d’exil le roi Mutesa II. Il part, ensuite, sur le district de Lango où il réussit, à la tête d’un escadron, à défendre les Langi contre les raids des Karimojong. Il a un nouvel enfant avec une femme Langi. La même année, il est envoyé dans le sud du Soudan pour contrer une mutinerie militaire, tâche dont il s’acquitte avec succès. En 1957, il essuie un refus à une demande d’augmentation de sa solde. Il échoue, aussi, à des tests pour obtenir une promotion. En 1958, nouvel échec à des tests, mais il réussit les exercices sur le terrain et est promu en décembre 1959. En juillet 1960, à la suite de la mort d’un officier britannique, tué par les Turkana dans le Karamoja, Idi Amin Dada est envoyé dans cette région puis est félicité par le commandement de l’armée britannique pour « avoir rétabli le prestige de la loi de l’ordre dans la région du Karamoja ». Il aurait exécuté trois guerriers Turkana et aurait fait aligner les autres, leur sexe posé sur une table, en les menaçant de le leur couper s’ils ne révélaient pas où ils avaient caché leurs armes.
En juillet 1961, deux ans avant l’indépendance, il devient l’un des deux seuls Ougandais parvenus à être nommés officiers, avec le grade de lieutenant. La même année, il fait partie du groupe chargé de trouver un compromis politique avec Edward Mutesa II, qui était favorable à la seule indépendance du royaume du Buganda. Il convainc Mutesa que l’armée ougandaise n’agira jamais contre le royaume, remplissant les objectifs qui lui sont fixés.
Idi Amin est envoyé de nouveau contre les nomades Turkana en 1962 pour apaiser leurs querelles sur le bétail avec les Karamojong ougandais. Son escadron commet alors un véritable massacre dans plusieurs villages. Une enquête britannique au Kenya découvre, par la suite, que plusieurs Turkana ont été tués, torturés, certains brûlés vifs. Alors que cet acte aurait dû lui valoir la cour martiale, ses bonnes relations avec les officiers britanniques, et surtout l’indépendance qui s’annonce, expliqueraient que ces derniers ne lui font qu’une réprimande.
Selon certains historiens de la colonisation, les autorités militaires britanniques, à l’approche de la décolonisation africaine, ont favorisé la promotion de soldats peu instruits et sur lesquels ils pensaient pouvoir garder une influence pour, indirectement, contrôler les futures armées nationales[réf. nécessaire].
Durant cette période dans l’armée, Idi Amin est un athlète accompli : champion de natation, il est de plus champion d’Ouganda de boxe dans la catégorie poids lourd-moyen de 1951 à 1960.

### Ascension

#### À la tête de l’armée, après l’indépendance

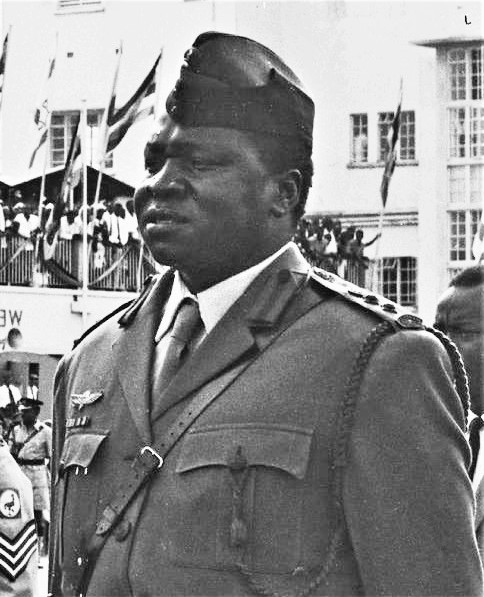
Amin Dada en 1966.

Après l’indépendance en octobre 1962, Milton Obote, le Premier ministre ougandais, originaire de la région nilote du Nord comme lui, récompense Idi Amin de son soutien en le nommant capitaine en 1963, puis deputy commander (commandant adjoint) de la jeune armée ougandaise en 1964. Il est envoyé en Israël pour suivre un entraînement parachutiste. Ce pays est alors très actif en Afrique de l’Est et est, pendant quelques années, un précieux soutien militaire à Amin Dada. En 1965, Obote et Amin sont impliqués dans une affaire de contrebande d’or, de café et d’ivoire en provenance de la République démocratique du Congo. Une enquête parlementaire demandée par le président Mutesa II (aussi roi du Bouganda, puissante région bantoue du Sud) met Milton Obote sur la défensive. En 1966, ce dernier envoie l’armée au Bouganda et dépose le roi et président du pays avec l’appui de son nouveau chef d’état-major récemment nommé à ce poste, Idi Amin Dada, tout juste promu au grade de général. Il fait arrêter plusieurs ministres, suspend la Constitution de 1962 en abolissant le fédéralisme et les royaumes. Il se proclame alors nouveau président et institue un régime présidentiel à parti unique. Le président Mutesa est contraint à l’exil au Royaume-Uni, où il meurt en 1969. Ce changement politique et cette centralisation marquent aussi la prise de pouvoir des ethnies du nord, anciennement moins favorisées face aux ethnies du centre et du sud, bantoues.
Amin Dada commence à recruter des hommes de son ethnie (Nubiens et Kawka) dans l’armée ougandaise, mais aussi des musulmans de la région du Nil occidental, région du nord-ouest de l’Ouganda, proche de la frontière soudanaise, et au total, les musulmans formeront presque 40 % de l'armée, bien devant leur poids démographique dans le pays. Ses relations avec Obote commencent à se dégrader.
En décembre 1969, une tentative d’assassinat contre le président Obote échoue. Le brigadier général Pierino Okoya, commandant adjoint de l’armée et seul rival militaire d’Amin Dada, informe ce dernier et Obote qu’il est sur le point d’arrêter les coupables. Le 25 janvier 1970, Okoya et son épouse sont assassinés à leur domicile. Les relations entre Idi Amin Dada et Milton Obote se dégradent fortement, après ce meurtre. En novembre, après avoir été mis peu de temps en résidence surveillée, Amin Dada perd tout commandement dans l’armée pour n’occuper qu’une fonction administrative.

#### Prise du pouvoir
Après avoir appris qu’Obote planifiait de l’arrêter pour détournement de plusieurs millions de dollars issus des fonds de l’armée, Amin Dada prend le pouvoir par un coup d’État le 25 janvier 1971, alors qu’Obote assiste à un sommet du Commonwealth à Singapour.
Son arrivée au pouvoir est initialement plutôt bien accueillie par la communauté internationale. Les États-Unis et le Royaume-Uni voient d’un bon œil le renversement d’Obote, dont la politique trop socialiste les inquiétait. Un soutien en sous-main d’Israël et des États-Unis à ce coup d’État a souvent été évoqué, mais sans être clairement démontré[réf. nécessaire]. Une note interne du Foreign Office britannique le décrit comme « un type splendide et bon joueur de rugby ». Sa prise de pouvoir est bien accueillie aussi en Ouganda, surtout des Bagandas, dont Obote était l’ennemi juré. Idi Amin Dada prend alors des bains de foule quotidiens, parcourant les rues de la capitale au volant d’une Jeep décapotable. Il donne à l’ancien roi et président Mutesa, qui est mort en exil, des funérailles nationales en avril 1971, libère beaucoup de prisonniers politiques et démantèle la General Service Unit, la police secrète ougandaise.

### Huit ans de tyrannie

#### Mise en place du régime
Il promet de tenir des élections quelques mois plus tard. Cependant, peu de temps après avoir pris le pouvoir, il installe le « State Research Bureau », qui se révèle être une variante ougandaise d’escadrons de la mort destinés à pourchasser et assassiner non seulement les partisans d’Obote, mais aussi l’intelligentsia ougandaise, dont Amin Dada se méfie. Les chefs militaires qui n’ont pas soutenu le coup d’État sont exécutés. Amin Dada révèle sa cruauté : beaucoup sont décapités, tandis qu'une trentaine d’autres meurent après que de la dynamite a été jetée dans leur cellule.

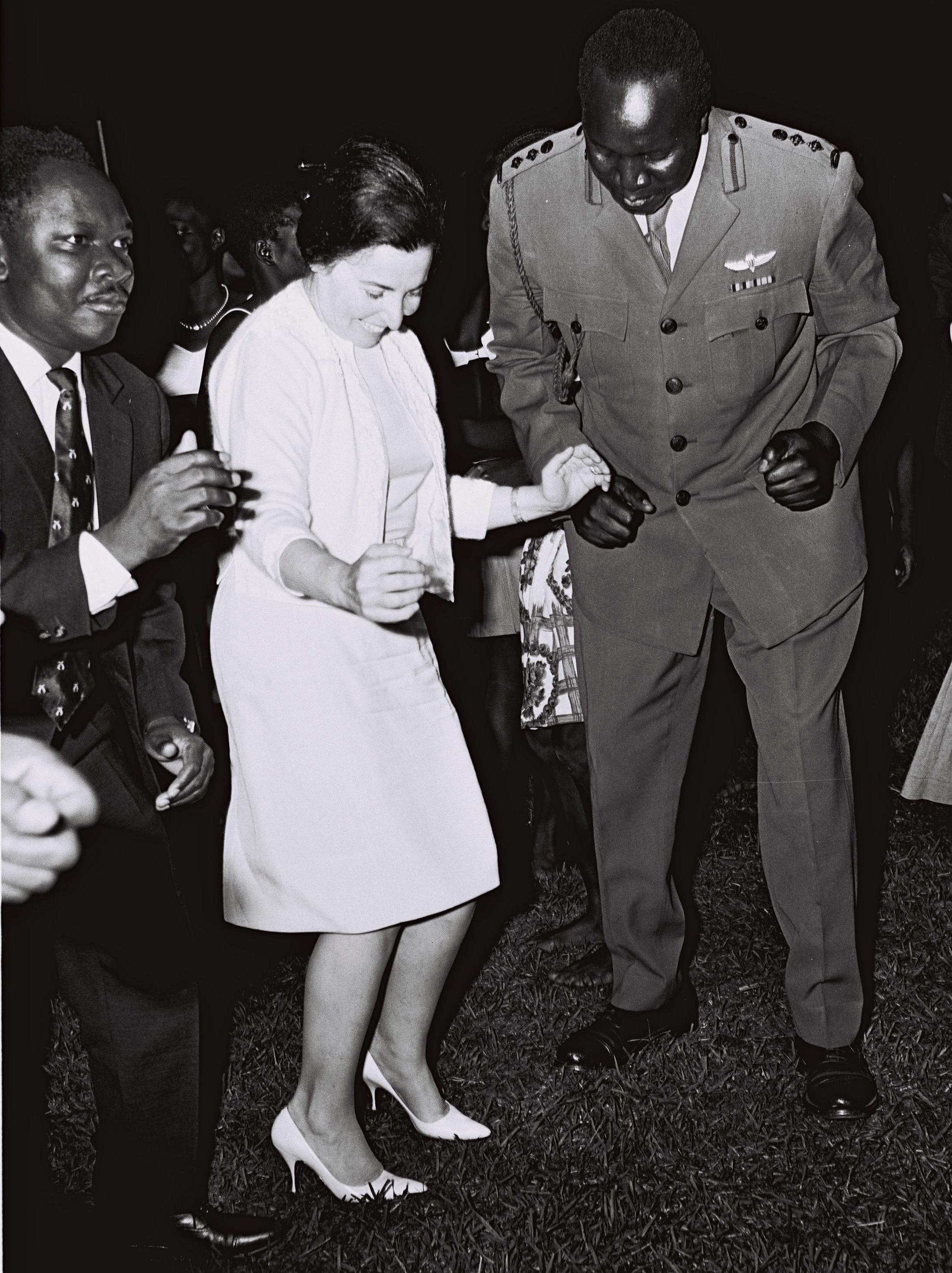
Amin Dada en compagnie de Miriam Eshkol, épouse du premier ministre d'Israël, Levi Eshkol.

Obote trouve refuge en Tanzanie d’où il essaie de reprendre le contrôle du pays par une invasion militaire en septembre 1972 - sans succès. Les partisans d’Obote au sein de l’armée ougandaise, principalement des ethnies Acholis et Lango, sont aussi impliqués dans cette invasion. La réponse d’Amin Dada est sanglante : il fait bombarder les villes de Tanzanie et purge l’armée de tous les officiers d’origine acholis ou lango, pour la plupart exécutés. Les violences ethniques s’accroissent, gagnent toute l’armée, puis la population ougandaise. Au fur et à mesure que cette violence augmente, Amin Dada devient de plus en plus paranoïaque, craignant même un coup d’État de son propre gouvernement. Le Nile Mansions Hotel à Kampala devient le sinistre centre d’interrogatoire et de torture du dictateur.
Le 4 août 1972, Amin donne aux 60 000 Asiatiques, principalement des Indo-Pakistanais non nationaux, présents en Ouganda un délai de 90 jours pour quitter le pays, suivant ainsi un rêve qu’il dit avoir eu et dans lequel Dieu lui aurait ordonné de les expulser. Par la suite, il étend cette mesure aux 80 000 Asiatiques du pays. En fin de compte, 50 000 quittent le territoire. Leur expulsion réduit considérablement la population musulmane nationale. Ils étaient le pivot de l'économie. Ceux qui restèrent furent déportés des villes vers les campagnes. La plupart des expulsés titulaires de la nationalité britannique se rendirent au Royaume-Uni, c'est-à-dire entre 25 000 et 30 000 personnes,. Le gouvernement britannique avait alors envisagé de les installer dans un territoire national autre que la Grande-Bretagne, par exemple dans les îles Salomon ou dans les Malouines. Certains allèrent au Canada et en Afrique du Sud.
Durant cette période, les soldats ougandais pillent et violentent en toute impunité les Indiens, dont les biens sont confisqués au profit des militaires proches du pouvoir. Au fur et à mesure que la vraie nature d’Amin Dada se révèle, le Royaume-Uni et Israël, principaux soutiens étrangers de l’Ouganda, commencent à restreindre leur aide et refusent de lui vendre de nouvelles armes. Amin Dada se tourne alors vers la Libye de Mouammar Kadhafi, qui mène une grande politique africaine, et vers l’Union soviétique. Le chef d'État ougandais mène désormais une politique d'affrontement contre le Royaume-Uni et, dans une moindre mesure, contre les États-Unis. Ces derniers ferment leur ambassade à Kampala en 1973, suivis en 1976 par le Royaume-Uni. Amin Dada rompt ses relations avec Israël et commence à soutenir les mouvements nationalistes palestiniens.

#### Accroissement de la terreur
À partir de 1974, la terreur s’accroît encore. Idi Amin Dada se lance dans une chasse paranoïaque contre tous ceux qui, selon lui, peuvent menacer le régime. Débutent alors des campagnes de persécution contre les tribus rivales ou les partisans, ou supposés tels, de Milton Obote, et la chasse à l’intelligentsia du pays : anciens ministres et hauts fonctionnaires, juges, diplomates, professeurs d’université et enseignants, clergés catholique et anglican, banquiers et hommes d’affaires, journalistes, chefs tribaux ainsi qu'un certain nombre d’étrangers sont assassinés ou disparaîtront. Des cas ont été rapportés de villages entiers rasés et de centaines de corps flottant sur le Nil.
Cette même année, une ONG, la Commission internationale de juristes, dans un rapport aux Nations unies, estime qu’entre 25 000 et 250 000 personnes ont été assassinées en Ouganda depuis le coup d’État de 1971.
En parallèle, le régime se militarise à outrance. Les effectifs militaires augmentent considérablement et l’armée absorbe tout le budget du pays. Les tribunaux militaires à la justice expéditive remplacent les tribunaux civils. Tous les postes du gouvernement et de l’administration sont occupés par des militaires, le Parlement est dissous et la haute administration est soumise à la discipline militaire.
Le dictateur règne par décrets, essentiellement oraux et souvent annoncés directement par la radio nationale. Amin Dada renforce aussi son appareil sécuritaire. Au State Research Bureau viennent s’ajouter la Public Safety Unit, reconstitution d’une police secrète, et une police militaire. La garde présidentielle d’Amin Dada, en plus de protéger le dictateur des nombreuses tentatives d'assassinat — réelles ou imaginaires —, agit comme un escadron de la mort supplémentaire. Cet appareil sécuritaire comprend jusqu’à 18 000 hommes au total.
L’Ouganda s’engage dans une vaste politique de développement militaire qui inquiète Nairobi. Au début du mois de juin 1975, les responsables kényans confisquent le chargement d’un gros convoi d’armes de fabrication soviétique en route pour l’Ouganda depuis le port de Mombasa.
La tension atteint son maximum en février 1976, quand le président ougandais annonce soudainement qu’il va enquêter sur le fait qu’une grande partie du Sud-Soudan et de l’ouest et du centre du Kenya, jusqu’à 32 km de Nairobi, sont historiquement partie intégrante de l’Ouganda colonial. La réponse kényane arrive deux jours plus tard, très lapidaire, indiquant que le pays ne partagera pas « ne serait-ce qu'un pouce de son territoire ». Amin Dada fait finalement marche arrière en voyant les Kényans déployer des troupes et des transports blindés en position défensive sur la frontière avec l’Ouganda.

#### Raid d'Entebbe

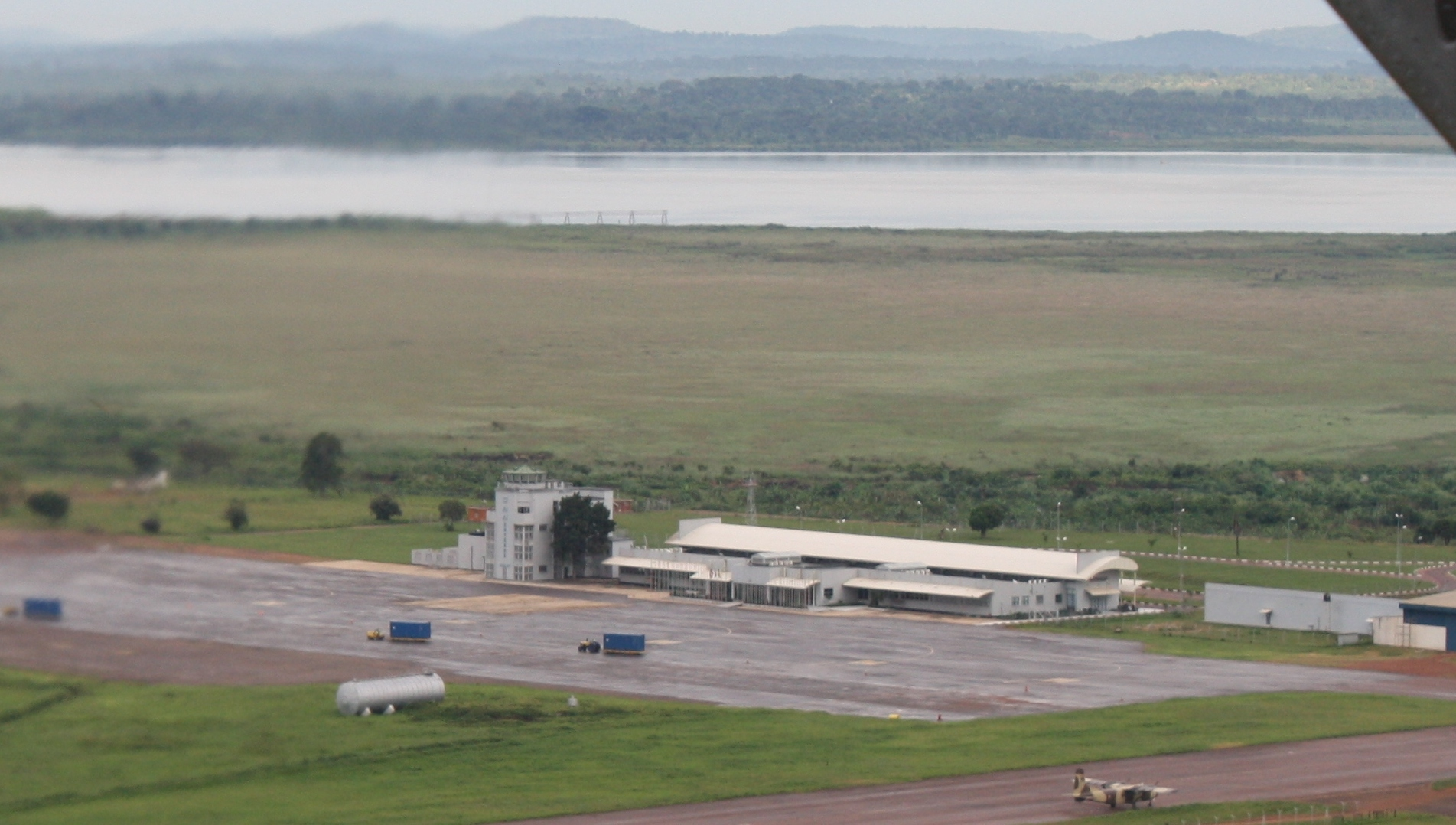
Ancien terminal de l'aéroport d'Entebbe en 2009.

Le 27 juin 1976, le vol 139, un Airbus d’Air France reliant Tel Aviv à Paris, est détourné, après une escale à Athènes, vers la Libye. L’avion se pose ensuite à l’aéroport international ougandais d’Entebbe, situé à 32 km au sud de Kampala. Le gouvernement français presse Amin Dada, proche des pays occidentaux, d'accepter de recevoir l'avion détourné pour éviter que les pirates de l'air ne cherchent refuge auprès d'un pays plus distant sur le plan diplomatique. Le dictateur ougandais n'est d'ailleurs averti qu'au moment où l'avion survole déjà Entebbe et se voit refuser l'accès à l'avion par le commando. Les preneurs d’otages demandent la libération de 53 prisonniers palestiniens et de la Fraction armée rouge en échange des 256 passagers et membres d’équipage. Trois autres terroristes les rejoignent en Ouganda et ils sont « assistés » par les troupes ougandaises. Amin Dada se donne l’image d’un médiateur. Mais le 3 juillet 1976 à minuit, des commandos israéliens attaquent l’aéroport et libèrent tous les otages sauf quatre : trois sont tués pendant l’assaut, dont un par les forces israéliennes ; un quatrième, Dora Bloch, une femme âgée de 75 ans qui avait été amenée dans un hôpital avant l’assaut, est assassinée par deux officiers ougandais sur ordre direct du dictateur, deux jours après l’opération israélienne. Dans cette opération, les Israéliens détruisent au sol les avions de chasse de l’armée de l’air ougandaise, 7 MiG-21, amoindrissant fortement son potentiel. Le succès de l’opération israélienne va ainsi contribuer largement à la chute du dictateur. La résistance et les opérations de sabotage opérées par les mouvements opposés au dictateur handicapent le pays pendant les dernières années du régime.
Après ce raid, Idi Amin Dada fait exécuter 200 officiers et hauts fonctionnaires qu’il juge incompétents, expulse tous les étrangers et déclenche une nouvelle campagne de violence. En janvier 1977, il accuse Janani Luwum, l’archevêque anglican de Kampala, opposant notoire au dictateur et défenseur des chrétiens d’Ouganda opprimés, de comploter en vue d'une invasion étrangère. Le lendemain, ce dernier est assassiné avec deux ministres.
Parmi les personnalités tuées par Amin Dada au cours de sa dictature figurent aussi :
- Benedicto Kiwanuka, ancien Premier ministre et, plus tard, Chief Justice ;
- Joseph Mubiru, ancien gouverneur de la Banque centrale ougandaise ;
- Frank Kalimuzo, vice-doyen de la Makerere University ;
- Byron Kawadwa, dramaturge ougandais.

### Personnalité

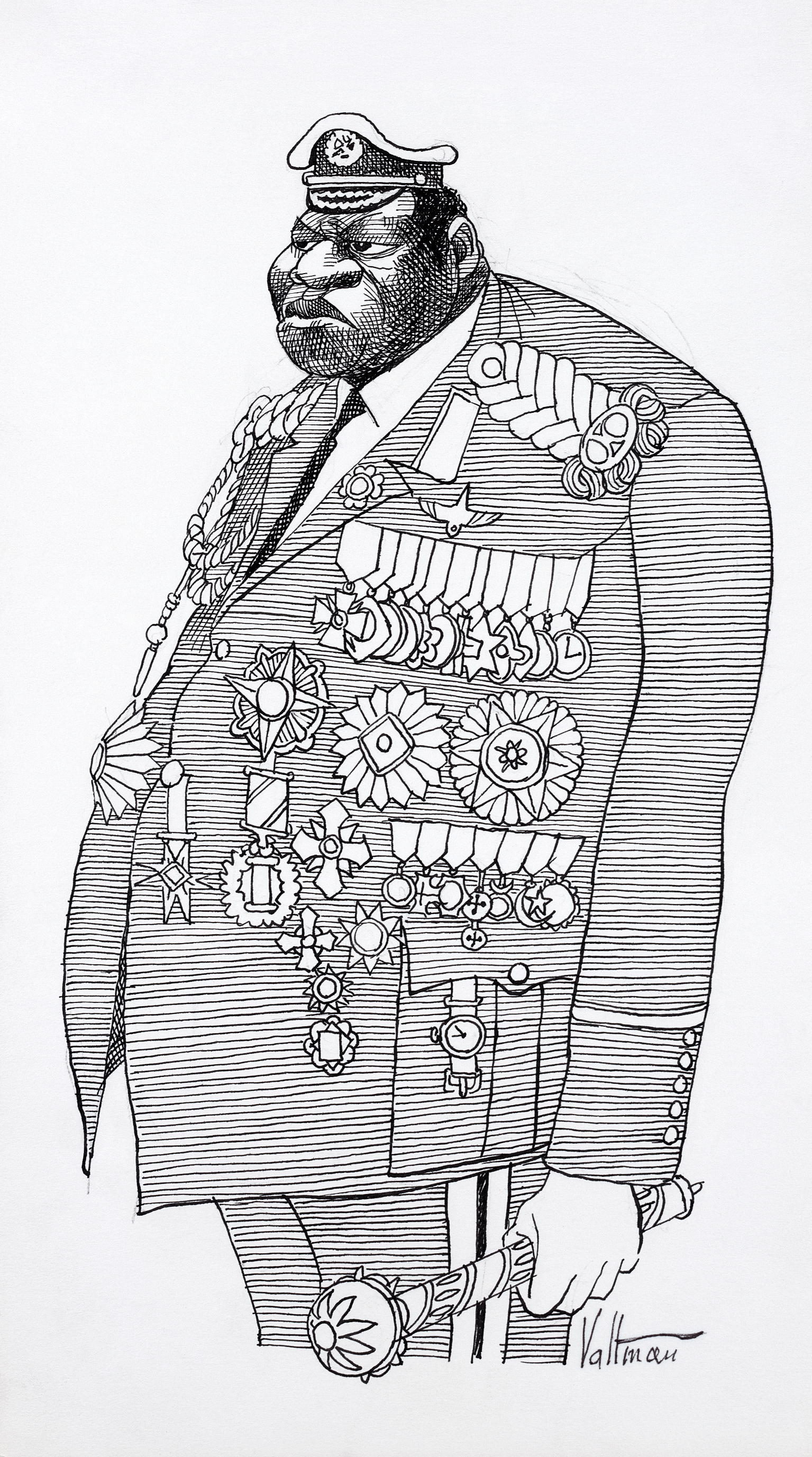
Caricature d'Idi Amin Dada portant toutes ses médailles militaires fantaisistes et son sceptre.

À partir de 1975, Idi Amin Dada s’autoproclame maréchal, puis président à vie. Cette année-là, devant les médias, il se met en scène sur une chaise à porteurs, obligeant des hommes d’affaires occidentaux à le promener. Durant l’été 1975, un écrivain ougandais d’origine britannique, Denis Hills, est condamné à mort pour avoir traité Amin Dada de « Néron noir » et de « tyran de village ». Il ne sera sauvé que par la visite express, à Kampala, du secrétaire d’État britannique aux Affaires étrangères, James Callaghan, et après l'intervention du président zaïrois Mobutu Sese Seko et du Somalien Siad Barre, président en exercice de l’OUA, qui menace d’annuler le sommet de Kampala.
En juillet 1975, le sommet de l’OUA se tient finalement en Ouganda et Amin Dada prend la présidence de l’organisation africaine, embarrassant beaucoup d’autres pays du continent. Il voit cet événement comme une consécration et organise de multiples manifestations lors du sommet, dont l’élection d’une « Miss OUA » ainsi qu'un rallye automobile auquel il participe au volant d’une Citroën SM à moteur Maserati. Une démonstration militaire sur le bord du lac Victoria est censée représenter l’attaque de l’Afrique du Sud par des forces panafricaines commandées par le maréchal Idi Amin Dada. Lors du sommet, il épouse en cinquièmes noces une jeune danseuse dont le mari a disparu lorsque, l’année précédente, Amin Dada a commencé à s’intéresser à la jeune femme. Yasser Arafat fut l’un des témoins du mariage.
Amin Dada est passionné de voitures de course (dont il possède plusieurs modèles), de boxe et de films de Walt Disney. Beaucoup de journalistes le considèrent comme un personnage excentrique et vaguement comique. Il est largement caricaturé dans les pays occidentaux en bouffon meurtrier. Il expose, notamment devant la caméra du cinéaste suisse Barbet Schroeder, son plan d’invasion pour reprendre le Golan à l’État d’Israël. Des rumeurs courent aussi sur son cannibalisme présumé, sans toutefois que cela soit prouvé.
Après être retourné en Grande-Bretagne, Dennis Hills s’élève, dans un entretien, contre cette vision extérieure trop limitée, selon lui, du dictateur :
« Amin Dada a des qualités de chef tribal compensant son manque d’éducation par une adresse, un talent pour la survie, une force personnelle, du courage et une capacité pour mesurer les faiblesses de ses adversaires et les souhaits de son peuple. »
« Ce n’est pas suffisant de limiter Amin Dada à un bouffon ou à un meurtrier. Il est une réalité africaine. Il a réalisé le rêve africain, la création d’un État vraiment noir. »
Mais, les années passant, Amin Dada devient de plus en plus erratique et n’écoute plus personne.
Il se fait confectionner des vêtements spéciaux pour pouvoir porter de nombreuses décorations de la Seconde Guerre mondiale, dont la croix militaire et la Victorious Cross, copie de la croix de Victoria britannique. Il s’attribue aussi de nombreux titres : « roi d’Écosse », « Seigneur de toutes les bêtes de la Terre et de tous les poissons de la mer », etc.. En 1977, après que les Britanniques eurent rompu leurs relations diplomatiques avec le régime, Amin Dada déclara avoir vaincu les Anglais et se conféra la décoration de « Conquérant de l’Empire britannique ». Radio Ouganda diffuse alors avant ses messages l’intégralité de son nouveau titre : « Son Excellence le Président à vie, Maréchal Alhaji Docteur Idi Amin Dada, titulaire de la Victoria Cross, DSO, titulaire de la Military Cross et Conquérant de l’Empire britannique ».

### Chute et exil
L'économie du pays décline de plus en plus. Déjà affaiblie par le départ des Indo-Pakistanais, cœur entrepreneurial du pays, par celui de la plupart des hommes d’affaires étrangers et par l’arrêt de l’aide occidentale, elle subit un nouveau coup en 1978 avec la chute du cours du café, principale exportation ougandaise. La Libye commence elle aussi à diminuer son aide.
En octobre 1978, des mutineries éclatent dans le sud-ouest du pays, une partie des militaires se réfugiant en Tanzanie voisine. Amin Dada, dont le régime est aux abois, saisit ce prétexte et ordonne alors l’invasion de la Tanzanie. Avec l’aide de 3 000 hommes des troupes libyennes, Amin essaye d’annexer les provinces du nord de ce pays, dans la région de Kagera. La Tanzanie, sous la présidence du mwalimu Julius Nyerere, déclare alors la guerre à l’Ouganda et commence à contre-attaquer, enrôlant pour cela les exilés ougandais.
Le 11 avril 1979, Amin Dada est forcé de fuir Kampala. L’armée tanzanienne prend la ville avec l’aide des guérillas ougandaise (l’Armée de libération nationale de l’Ouganda ou Uganda National Liberation Army – UNLA) et rwandaise. Amin s’envole pour l’exil, d’abord en Libye puis en Arabie saoudite. Il est alors hébergé à Djeddah par le gouvernement saoudien avec lequel il était allié quand il était au pouvoir, car Amin a fait construire des mosquées en Ouganda. Il est caché et surveillé par le gouvernement saoudien. L’État saoudien lui fournit une maison, assez modeste, mais aussi un chauffeur et du personnel de maison, pourvoit à sa subsistance et lui verse une pension. Le nouveau gouvernement ougandais choisit de le laisser en exil, disant qu’il est libre de revenir mais devrait alors faire face à ses crimes. Il décrira la vie qu'il y mène dans les termes suivants : « Je suis un bon musulman. Tout ce qui m’intéresse aujourd’hui a un rapport avec l’islam. Mes enfants ont grandi et ont quitté Jeddah. J’en ai juste envoyé deux dans des collèges aux États-Unis. J’ai une jeune épouse qui m’a donné une petite fille, Iman, et je me consacre à la religion, et à rien d’autre. Je récite le Coran, joue de l’orgue, j’aime nager et pêcher dans une station balnéaire à côté de la frontière yéménite. Les poissons y sont délicieux, croyez-moi. Une vie paisible. »
Son régime a fait entre 100 000 et 500 000 victimes, la plupart des observateurs s’accordant aujourd'hui sur un chiffre voisin de 300 000. Il a laissé un pays en ruine : une inflation de plus de 200 %, une dette de 320 millions de dollars, une agriculture abandonnée, des usines fermées et une corruption généralisée.
En 1989, il essaye de revenir en Ouganda, mais est reconnu à Kinshasa et renvoyé en Arabie saoudite par les autorités zaïroises.
Le 20 juillet 2003, une de ses épouses, Madina, informe qu’il est proche de la mort, dans le coma, à l’hôpital spécialisé Roi-Fayçal à Djeddah. Elle plaide auprès du président ougandais Yoweri Museveni pour qu’il puisse revenir mourir en Ouganda, mais ce dernier indique qu’il sera alors jugé immédiatement.
Idi Amin Dada meurt en Arabie saoudite le 16 août 2003, à l’âge de 75 ans, et est enterré à Djeddah au cimetière Ruwais.
Il aurait eu en tout quarante-trois enfants avec au moins six épouses.
Celui que beaucoup d’Ougandais appelaient Big Daddy reste paradoxalement populaire dans une partie de la population ougandaise, surtout dans la région Nord, et plus particulièrement encore parmi la population musulmane du pays, comme en témoigne la mosquée qui a été fondée en son nom en 2018 dans le district de Lira, dans le nord, construction qui a été commissionnée par Sheikh Shaban Mubajje, mufti de l’Ouganda, soit la plus haute autorité religieuse musulmane de la nation,.

## Représentations artistiques

### Documentaires
- Général Idi Amin Dada : Autoportrait, documentaire de Barbet Schroeder, réalisé en 1974.
- Rise and Fall of Idi Amin (L’Ascension et la chute d’Idi Amin), réalisé par Sharad Patel sorti en 1981, qui relate les événements les plus marquants de la période. Joseph Olita (en) y interprète le dictateur et Denis Hills, son propre rôle.
- Idi Amin Dada | Dictateurs, mode d'emploi, produit par Patrick Cameron et diffusé sur Arte en 2022, qui explique le contexte et la façon dont Idi Amin Dada s'est installé et maintenu au pouvoir jusqu'à son renversement.
- How to Become a Tyrant (Le parcours des tyrans), série documentaire Netflix, consacre son troisième épisode "Reign Through Terror" au dictateur.

### Films et téléfilms
- Victoire à Entebbé, film réalisé par Marvin J. Chomsky, sorti en 1976, où Amin Dada est interprété par Julius Harris.
- Raid sur Entebbe, téléfilm réalisé par Irvin Kershner diffusé en 1977, où Amin Dada est interprété par Yaphet Kotto.
- Opération Thunderbolt, film réalisé par Menahem Golan, sorti en 1977, où Amin Dada est interprété par Mark Heath.
- Mississippi Masala, réalisé par Mira Nair, sorti en 1991. Le film débute par l'expulsion d'Ouganda d'un couple d'origine indienne, chassé par le régime d'Amin Dada en 1972.
- Le Dernier Roi d'Écosse (The Last King of Scotland), film britannique réalisé par Kevin Macdonald en 2006, où Forest Whitaker interprète le rôle d’Amin Dada, rôle qui lui permet de remporter l’Oscar du meilleur acteur en 2007. Le film est fondé sur le roman éponyme, inspiré de faits réels, de Giles Foden. Pour le rôle, Forest Whitaker explorera l'Ouganda, apprendra à parler le swahili et à jouer de l'accordéon comme Amin Dada[36].
- Otages à Entebbe, film réalisé par José Padilha, sorti en 2018, où Amin Dada est interprété par Nonso Anozie.

### Littérature
- Idi Amin Dada est un des principaux personnages du roman Kahawa de Donald Westlake.
- Le personnage d'Ali Aman Dadi dans le roman de Vladimir Volkoff Langelot chez le Présidentissime est vraisemblablement inspiré d'Idi Amin Dada.
- Le personnage du Président-Roi dans le roman L'Orgasme douloureux de Carmen Toudonou est inspiré d'Idi Amin Dada[réf. nécessaire].
- Idi Amin Dada apparait comme personnage dans le roman Hue, dada ! de Frédéric Dard, dans la série San-Antonio (série)

### Musique
- General Amin (1973) par Joe White (artiste jamaïcain de reggae)
- Idi Amin - the Amazin' Man song (1975) par John Bird (artiste britannique, album entier sur un ton parodique)
- Idi Amin Dada (1975) par Tribal Mustachol (artiste belge, sur un ton parodique)
- Idi Amin Disco / Blood Up (1977) par Militant Barry (artiste britannique de reggae, originaire de la Jamaïque)
- Idi Amin (1977) par Prince Buster All Stars (groupe jamaïcain de ska)
- Idi Amin (1978) par Black Randy and the Metrosquad (en) (groupe américain de punk rock)
- General Idi Amin Dada / Como Un Dia Más par Mortimer (groupe espagnol de punk rock)
- Idi Amin (1979) par Mighty Sparrow (en) (artiste trinidadien de calypso)
- Idi Amin (1979) par Dean Fraser (en) & Ronald "Nambo" Robinson (artistes jamaïcains de reggae)
- Idi Amin (2004) par Frederik (artiste finlandais)

Le groupe Outlawz, dont chacun des membres avait un pseudonyme se rattachant à un leader politique ennemi des États-Unis, comprenait dans ses rangs Malcolm Greenridge, surnommé E.D.I. Mean - homophone d'Idi Amin.
- L'intro du général (2008) par Monsieur Socrate dit Mac Tyer (artiste rap français, album D'où je viens)

## Décorations
- Chevalier de l'Ordre national du Mérite de la république de Guinée